# 국승록
국승록(鞠承彔, 1929년 11월 14일 ~ 2023년 8월 24일)은 대한민국의 정치인이다. 제2·3대 정읍시장을 역임했다. 2023년 8월 24일에 사망했다.
사위는 제17대 국회의원을 지낸 채수찬이다.

## 학력
- 정읍제일고등학교 졸업
- 호원대학교 행정학 학사
- 호원대학교 대학원 경영학 석사

## 역대 선거 결과
|  | 84.8% |

|  | 62.39% |

|  | 55.56% |

|  | 24.75% |